# Petar Orseolo, ugarski kralj
Petar Orseolo ili Petar Mlečanin (tal. Pietro Orseolo; mađ. Velencei Péter), (Venecija, oko 1010. – Stolni Biograd, između 1046. i 1059.), ugarski kralj iz mletačke aristokratske obitelji Orseolo. Bio je nećak prvog ugarskog kralja Stjepana I. († 1038.) iz mađarske dinastije Arpadovića, kojeg je 1038. godine nasljedio na ugarskom prijestolju. Mađarski velikaši su ga svrgnuli s vlasti 1041. godine, ali je ponovno zadobio kraljevsku krunu 1044. i zadržao se na vlasti do 1046. godine, kada je bio konačno zbačen s prijestolja, nakon čega je vjerojatno pogubljen.

## Životopis
Rodio se kao jedini sin mletačkog dužda Otona Orseola i Grimelde, sestre ugarskog kralja Stjepana I. Kada mu je otac bio protjeran iz Venecije, našao je utočište u Ugarskoj, na dvoru svoga ujaka Stjepana I. te je bio imenovan zapovjednikom kraljevske vojske.
Budući da je Stjepanov jedini preživjeli sin, Emerik, umro 1031. godine, nastao je problem oko nasljeđivanja ugarskog prijestolja. Najveće pravo na nasljedstvo imao je Stjepanov rođak Vazul, no Stjepan I. ga je zanemario, budući da je bio skloniji poganskoj tradiciji, nego kršćanstvu, i umjesto njega je odredio nećaka Petra za nasljednika. Kako bi osigurao njegovo pravo, kralj je zarobio Vazula, oslijepio ga i protjerao njegova tri sina Levanta, Andriju i Belu.
Petar je postao ugarski kralj 1038. godine, nakon ujčeve smrti. Vodio je aktivnu vanjsku politiku. Već je sljedeće godine vojskom opustošio Bavarsku, a 1040. godine napao je Češku, kako bi pomogao češkom knezu Břetislavu I. (1035. – 1055.) u borbi protiv njemačkog cara Henrika III.
Kao kršćanski vladar, nastavio je politiku svog prethodnika te je u kraljevstvu jačao kršćanstvo i radio na suzbijanju poganstva, što je izazivalo nezadovoljstvo među onim mađarskim velikašima koji su i dalje poštovali poganske tradicije. Povrh toga, u vladanju se više oslanjao na njemačke i taljanske savjetnike, što je također izazvalo nezadovljstvo mađarskog plemstva. Kulminacija nezadovljstva dogodila se kada je kralj Petar zarobio Stjepanovu udovicu, kraljicu Gizelu i oduzeo joj njene posjede, na što je ona zatražila pomoć od mađarskog plemstva, koje se pobunilo protiv kralja i svrgnulo ga 1041. godine.
Svrgnuti kralj je prvo pobjegao u Austriju, na dvor svog šogora, markgrofa Adalberta I., odakle je potražio pomoć od njemačkog cara Henrika III., u želji da se ponovno vrati na prijestolje. Godine 1042. car Henrik III. je poveo napad na Ugarsku, s ciljem da vrati svrgnutog kralja Petra na prijestolje, ali nije uspio u namjeri. Tek je u ljeto 1044. godine, car Henrik III. poveo uspješnu vojnu kampanju i porazio ugarskog kralja Samuela Abu, koji je pobjegao, ali su ga Petrove pristaše uhvatile i ubile.
Na to je car ušao u Stolni Biograd i postavio Petra na prijestolje. Kako bi se odužio caru za pomoć, Petar je uveo bavarski zakon u zemlju i 1045. godine priznao njemačku vrhovnu vlast nad Ugarskom. Takve odluke izazvale su nezadovoljstvo u zemlji, zbog čega su se redale pobune protiv kralja, a pozvani su natrag u zemlju i Vazulovi sinovi. Naposljetku je izbila pobuna 1046. godine, u kojoj je kralj opet svrgnut s vlasti. Novim kraljem je proglašen Vazulov sin, Andrija I., koji je zarobio svrgnutog Petra i dao ga oslijepiti, što je rezultiralo njegovom smrću.
| Prethodnik:                     | ugarski kralj (1038. – 1041.) | Nasljednik:                |
| Stjepan I. Sveti (997. – 1038.) | ugarski kralj (1038. – 1041.) | Samuel Aba (1041. – 1044.) |

| Prethodnik:                | ugarski kralj (1044. – 1046.) | Nasljednik:                |
| Samuel Aba (1041. – 1044.) | ugarski kralj (1044. – 1046.) | Andrija I. (1047. – 1061.) |